# قصر القامة النفسي
قصر القامة النفسي (PSS) أو التقزم النفسي الاجتماعي Acad. Natl. Med. |المجلد=186 |العدد=6 |صفحات=963–9; discussion 969–70 |سنة=2002 |pmid=12587335 |doi=}}</ref>، وأحيانًا ما يطلق عليه التقزم النفسي أو تقزم التوتر أو متلازمة كاسبر هاوز، هو اضطراب في النمو يُلاحظ في الأطفال ما بين سنتين و15 عامًا وينتج عن حرمان عاطفي شديد أو التوتر.
ومن أعراض هذا المرض انخفاض هرمون النمو (GH) وإفراز سوماتوميدين وقصر القامة الشديد والوزن غير المناسب للطول وعدم نضوج الهيكل العظمي بالنسبة للعمر. وهذا المرض يحدث تدريجيًا وطالما أن الطفل لا يزال في بيئة التوتر فإن قدراته المعرفية تستمر في التدهور، وعلى الرغم من ندرة هذا المرض، إلا أنه شائع بين الأطفال المتوحشين والأطفال الذين يتعرضون لسوء معاملة مع الاستمرار في هذه الظروف لمدة طويلة، ويمكن أن يتسبب ذلك في وقف نمو الجسم بالكامل؛ لكنه بشكل عام يعتبر توقفًا مؤقتًا ليستأنف النمو العادي بعد إزالة مصدر التوتر.

## مسببات الأمراض
يكون لدى الأطفال الذين يعانون من قصر القامة النفسي مستويات منخفضة من هرمون النمو، ومن الممكن أن يكون لدى هؤلاء الأطفال مشكلة في هرمون تثبيط هرمون النمو (GHIH) أو أن يفرز هرمون النمو هرمون تثبيط هرمون النمو. وقد لا يستجيب الأطفال لهذه الهرمونات أو تكون لديهم حساسية شديدة منها.
ويكون لدى الأطفال المصابين بقصر القامة النفسي علامات فشل النمو، على الرغم من أنهم يبدأون كأنهم يتناولون التغذية الكافية ولا ينمون بشكل طبيعي مقارنة بأقرانهم من الأطفال في نفس أعمارهم.
وتسبب البيئة التي بها توتر شديد ومستمر في مرض قصر القامة النفسي، فالتوتر يتسبب في فرز هرمونات في الجسم مثل الأدرينالين والنورادرينالين، مما ينتج عنه وجود استجابة'المكافحة أو الهروب'، وتزداد سرعة ضربات القلب ويحول الجسم الموارد بعيدًا عن العمليات التي تعتبر هامة وفورية، وبالتالي عند مرضى قصر القامة النفسي يتأثر هرمون النمو بذلك. ويعاني الأطفال المصابون بقصر القامة النفسي من نقص في هرمون النمو وأعراض مشكلات في الجهاز الهضمي بسبب إفراز كميات كبيرة من هرموني الادرينالين والنورادرينالين؛ مما يؤدي إلى عدم قيام أجسامهم بالهضم السليم للمواد الغذائية مما يؤثر أكثر بنموهم.
وعندما تم البحث عن علاج لمرض قصر القامة النفسي، أظهرت بعض الدراسات أن وضع الطفل في حضانة أو في مجموعة تمثل منزلاً يزداد معدل نموه ومهارات التنشئة الاجتماعية.

## بعض الحالات
إحدى الحالات كانت طفل الذي دخل المستشفى يعاني من انخفاض شديد في الوزن، تولت رعايته ممرضة وبدأ يزداد وزنه بسرعة وارتفعت مستويات هرمون النمو خلال هذه الفترة، وكان الطفل متعلقًا بالممرضة عاطفيًا لدرجة أنها عندما غادرت تراجعت حالته للمستويات السابقة عندما دخل المستشفى وعندما عادت الممرضة استقرت حالته مرة أخرى.
عندما داهمت الشرطة في عام 1987 طائفة أسترالية تعرف باسم الأسرة، أطلقت سراح فتاة في الحادية والعشرين من عمرها ووزنها أقل من 20 كجم (44 رطلاً وطولها أقل من 120 سم (4 أقدام)، ازداد نموها 11سم (4 بوصات) في العام التالي وعادت هرمونات نموها للمعدل الطبيعي.
تردد أن الكاتب ج. م. باري كان يعاني من مرض قصر القامة النفسي، حيث توفى أخوه وهو في السادسة من عمره وحزنت أمه لفقده حزنًا شديدًا لفقدانها أعز أبنائها فأهملت باري لبعض الوقت، واشتهر أنه كان أقصر من المتوسط (5 أقدام و3½ بوصة وفق ما جاء في جواز سفره لعام 1934) ويقال أنه لم يكتمل زواجه، مما أثار تكهنات بأنه كان لم يكن ناضجًا في بعض النواحي البدنية. وهو معروف بقصته بيتر بان، الصبي الذي لم ينمُ أبدًا.

## شخصيات خيالية
في رواية غونتر غراس في عام 1959 بعنوان الطبل الصفيح (The Tin Drum)، كانت شخصية أوسكار ماتزيراث الذي «توقف نموه عمدًا عند طول ثلاثة أقدام أي في طول طفل في الثالثة من عمره، على الرغم من أنه في الرواية ينمو فيما بعد ليصبح أربعة أقدام وبوصة»  في رد فعل على التوتر الذي واجهه - والمجتمع الألماني للبرجوازية الصغرى وصعود النازية الخ.

## وصلات خارجية
- Psychosocial dwarfism from FeralChildren.com نسخة أرشيفية في أرشيف الإنترنت
- Sarr M, Job JC, Chaussain JL, Golse B (1987). "[Psychogenic growth retardation. Critical study of diagnostic data]". Arch. Fr. Pediatr. (بالفرنسية). 44 (5): 331–8. PMID:2441679.{{استشهاد بدورية محكمة}}:  صيانة الاستشهاد: أسماء متعددة: قائمة المؤلفين (link)